# Arrest Uitslag/Wolterink
Het arrest Uitslag/Wolterink (HR 14 november 1997, NJ 1998/147) is een arrest van de Nederlandse Hoge Raad dat zag op een koop van een gestolen zaak door een particulier te goeder trouw.

## Casus
Uitslag kocht in of omstreeks september 1992 een caravan van Wolterink, voor een prijs van ƒ8.600. Wolterink had deze caravan op 20 mei 1992 voor een bedrag van ƒ8.250 gekocht van Koster, die de caravan gestolen had. Koster exploiteerde een onderneming die handel dreef in tweedehands caravans. Hij deed dit op een bedrijfsterrein, alwaar een caravan werd gebruikt als kantoor. Deze caravan was niet duurzaam met de grond verenigd. Koster beschikte over een voorraad van circa twintig caravans op het bedrijfsterrein.
In 1994 werd door de gestolen caravan door de verzekeraar van de bestolen caravaneigenaar (E. Buitenhuis) opgeëist bij Uitslag, die aan de vordering voldeed. Uitslag heeft daarop op 8 juni 1994 per brief de koopovereenkomst met Wolterink buitengerechtelijk ontbonden.

## Rechtsvraag
De vraag die voorlag is of Wolterink, die de caravan van de beschikkingsonbevoegde Koster heeft verkregen, zich kan beroepen op artikel 3:86 lid 3 BW. Voor bescherming van een koper in 3:86 lid 3 BW wordt het vereiste gesteld dat een zaak is verkregen in een ‘bedrijfsruimte, zijnde een gebouwde onroerende zaak of een gedeelte daarvan met de bij het een en ander behorende grond’.
Als de caravan aan de criteria van de bedrijfsruimte voldoet, heeft de verkoop en levering door Wolterink aan Uitslag geleid tot eigendomsverkrijging door Uitslag, zodat diens vordering die gebaseerd is op ontbinding van de koopovereenkomst wegens het niet verschaffen van de eigendom, niet kan slagen. Als Wolterink zich niet op artikel 3:86 BW zou kunnen beroepen, dan heeft hij niet de eigendom aan Uitslag kunnen verschaffen. Dat zou betekenen dat Wolterink tekort is geschoten in zijn nakoming die uit de koopovereenkomst voortvloeide en Uitslag de overeenkomst terecht heeft ontbonden.

## Procesgang
Zowel de rechtbank als het hof verwierpen het standpunt van Uitslag, die de rechtsvraag negatief beantwoordde, en de rechtbank en het hof wezen zijn vordering tot teruggave van de koopsom van ƒ8.600 en verzoek om schadevergoeding af.

## Hoge Raad
De Hoge Raad oordeelt:
Het middel bestrijdt het oordeel van het Hof dat er geen reden is de onderhavige transactie uit te sluiten van de bescherming van art. 3:86 lid 3 BW, enkel omdat de verkoopruimte niet duurzaam met de grond is verenigd (rov. 5.6), als onjuist althans onbegrijpelijk of onvoldoende gemotiveerd, aangezien niet is voldaan aan het in deze bepaling onder a neergelegde vereiste dat sprake is van een ‘bedrijfsruimte, zijnde een gebouwde onroerende zaak of een gedeelte daarvan met de bij het een en ander behorende grond’.
(...) Daarbij is de grens aldus getrokken dat particuliere kopers, mits aan de overige vereisten is voldaan, bescherming verdienen, indien zij (...) ‘een zaak hebben gekocht in de voor dergelijke zaken normale handel, waarbij met name is gedacht aan koop in een winkel of ander bedrijf met een duurzame en op een vaste plaats gevestigde bedrijfsruimte’(...), waar zij in beginsel geen gestolen zaken behoeven te verwachten. In deze toelichting wordt benadrukt dat de omschrijving niet is beperkt tot winkels, en dat daaronder onder meer ook valt het slechts van een kantoortje voorziene terrein bestemd voor de verkoop van caravans (...).
(...) heeft het Hof in rov. 5.5 vastgesteld (a) dat de als verkoopruimte gebruikte caravan tot aan de grond was afgewerkt met hout en dat het geheel op het eerste gezicht oogde als een houten bouwwerk, (b) dat niet aannemelijk is dat de caravan gemakkelijk kan worden weggevoerd, hoewel zulks ook weer niet geheel onmogelijk zal zijn, en (c) dat geen sprake was van ‘eendagshandel’, maar integendeel van een zekere mate van continuïteit.
Op grond van alle omstandigheden heeft het Hof geoordeeld dat voor Wolterink geen reden bestond om er niet op te mogen vertrouwen dat het hier ging om normale handel waarbij hij geen gestolen zaken behoefde te verwachten, en er dus ook geen reden was de transactie tussen Koster en Wolterink van de bescherming van art. 3:86 lid 3 uit te sluiten. Dat de tot verkoopruimte dienende caravan niet duurzaam met de grond is verenigd, is daarvoor onvoldoende, nu, aldus het Hof, ‘gelet op de omstandigheden van het geval, de onderhavige caravan in ieder geval in dit opzicht daarmee gelijk kan worden gesteld’, waarmee het Hof tot uitdrukking heeft gebracht dat de caravan voor de toepassing van art. 3:86 lid 3 en derhalve met het oog op de vraag of de koper Wolterink de door die bepaling geboden bescherming verdient, in het licht van de hiervoor onder (a)—(c) vermelde omstandigheden van het geval met een onroerende zaak gelijk gesteld moet worden.
(...)

Het middel faalt derhalve.
Op grond van deze overwegingen komt de Hoge Raad tot de conclusie dat het Hof terecht heeft gesteld dat de op het terrein van Koster geplaatste caravan, die gebruikt werd als kantoortje, voor de toepassing van artikel 3:86 lid 3 BW en derhalve met het oog op de vraag of de koper Wolterink de door die bepaling geboden bescherming biedt, met een onroerende zaak gelijk gesteld moet worden.
Wolterink kon zich dus beroepen op artikel 3:86 lid 3 BW en derhalve was er van zijn kant geen sprake van een tekortkoming in de nakoming in de overeenkomst met Uitslag.